# Platysoma deficiens
Platysoma deficiens är en skalbaggsart som först beskrevs av Thomas Casey 1924.  Platysoma deficiens ingår i släktet Platysoma och familjen stumpbaggar. Inga underarter finns listade i Catalogue of Life.